# فيربيفكا (كاركيفسكا)
فيربيفكا (Вербівка) هي مدينة في مقاطعة كاركيفسكا في أوكرانيا.
يبلغ عدد سكانها حوالي 3364   نسمة.